# Ceracis thoracicornis
Ceracis thoracicornis is een keversoort uit de familie houtzwamkevers (Ciidae). De wetenschappelijke naam van de soort werd in 1845 gepubliceerd door Ziegler.